# Rudy Moury
Rudy Moury (1 maart 1966) is een Belgisch voormalig voetballer die als verdediger speelde.

## Carrière
| seizoen | club            | land   | competitie     | wed. | goals |
| ------- | --------------- | ------ | -------------- | ---- | ----- |
| 1985/86 | Francs Borains  | België | Derde Klasse A | ?    | ?     |
| 1986/87 | Francs Borains  | België | Derde Klasse A | ?    | ?     |
| 1987/88 | Francs Borains  | België | Derde Klasse A | ?    | ?     |
| 1988/89 | Francs Borains  | België | Derde Klasse A | ?    | ?     |
| 1989/90 | SC Charleroi    | België | Jupiler League | ?    | ?     |
| 1990/91 | SC Charleroi    | België | Jupiler League | 17   | 3     |
| 1991/92 | SC Charleroi    | België | Jupiler League | 27   | 1     |
| 1992/93 | SC Charleroi    | België | Jupiler League | 30   | 0     |
| 1993/94 | SC Charleroi    | België | Jupiler League | 30   | 1     |
| 1994/95 | SC Charleroi    | België | Jupiler League | 18   | 0     |
| 1995/96 | SC Charleroi    | België | Jupiler League | 22   | 0     |
| 1996/97 | SC Charleroi    | België | Jupiler League | 28   | 0     |
| 1997/98 | Germinal Ekeren | België | Jupiler League | 14   | 0     |
| 1998/99 | La Louvière     | België | Tweede Klasse  | 25   | 0     |
| 1999/00 | La Louvière     | België | Tweede Klasse  | 30   | 1     |
| 2000/01 | La Louvière     | België | Jupiler League | 15   | 0     |
| 2001/02 | FC Luik         | België | Tweede Klasse  | 26   | 0     |